# Sam Mỹ
Sam Mỹ (Danh pháp khoa học: Limulus polyphemus) là một loài sam biển thuộc họ Limulidae. Cũng như các loài sam khác, mặc dù tên tiếng Anh là horseshoe crab (cua móng ngựa), nhưng chúng lại có quan hệ gần gũi với nhện, bọ ve và bọ cạp hơn là cua.

## Mô tả
Sam Mỹ thường được tìm thấy ở vịnh Mexico và dọc theo bờ Đại Tây Dương của Bắc Mỹ. Một nơi chúng thường di cư tới là vịnh Delaware, dù một số cá thể thỉnh thoảng có thể tìm thấy ở châu Âu.
Sam Mỹ hiện không phải là một loài bị đe dọa nhưng sự săn bắt và phá hủy môi trường sống đã làm giảm số lượng loài này ở vài khu vực và gây ra quan ngại cho tương lai của chúng. Loài rùa Đại Tây Dương ăn loài sam này cũng chịu ảnh hưởng do sự suy giảm của Sam Mỹ.

## Hình ảnh

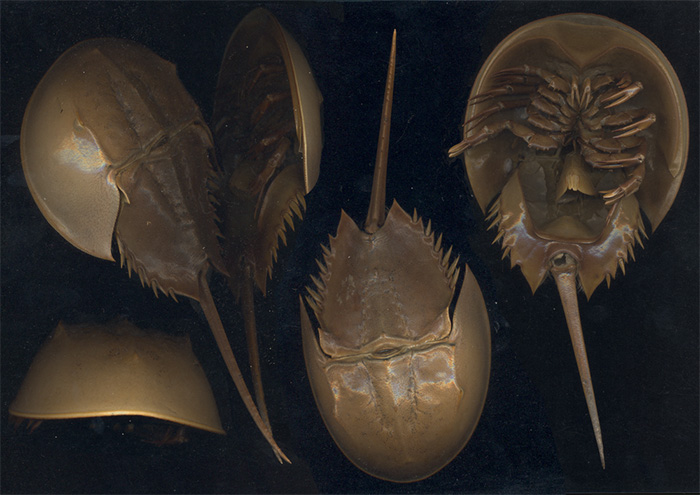